# شهرستان آله‌بوقه
شهرستان آله‌بوقه و یا شهرستان آله‌بوقه (به قرقیزی: Ала-Бука району، الا بۇقا وودانى) یک شهرستان در قرقیزستان است که در استان جلال‌آباد واقع شده‌است.

## خصوصیات
شهرستان آله‌بوقه ۲٬۹۷۶ کیلومترمربع مساحت دارد.